# Breviks distrikt
Breviks distrikt er et folkebogføringsdistrikt i Karlsborgs kommun. Det ligger i Västergötland og Västra Götalands län i Sverige.
Distriktet ligger ved Vätterns vestbred, og det ligger nord for Grevbäcks distrikt (i Hjo kommun).
Distriktet ligger noget syd for Karlsborg, der er Karlsborg Kommunes hovedby, og det ligger lige syd for Mölltorps distrikt,
Distriktet blev oprettet den 1. januar 2016, og det består af det tidligere Breviks Sogn (Breviks socken). Geografisk har området den samme udstrækning, som Breviks Menighed (Breviks församling) havde ved årsskiftet 1999/2000.
58°26′22″N 14°24′47″Ø / 58.43944°N 14.41306°Ø